# Óscar García Junyent
Óscar García Junyent (Sabadell, 26 de abril de 1973) é um ex-futebolista e treinador de futebol espanhol. Atualmente está sem clube
Como jogador passou por Barcelona, Valencia e Espanyol. Já como treinador, passou pelas camadas novas do Barcelona, Maccabi Tel Aviv e Brighton & Hove Albion e Red Bull Salzburg.

## Carreira

### Como jogador
Óscar iniciou sua carreira no Gimnàstic Mercantil de sua cidade natal. Estreou profissionalmente pelo Barcelona, onde teve oportunidade de progredir em suas várias categorias de base. A temporada 1990-1991 foi parte da geração campeã, com nomes como Sergi Barjuán, Quique Martin ou Luis Cembranos.  Naquele mesmo ano, estreou com a equipe profissional do Barça, em 21 de maio de 1991, em um amistoso em Vilasar Mar, onde ele marcou dois gols na vitória por 0-10.
Deixou os gramados em 2005, com apenas 32 anos de idade, quando jogava pelo Lleida.

## Seleção
Óscar representou a Seleção Espanhola de Futebol, nas Olimpíadas de 1996.  Sem jogar pela equipe principal da Roja, o meia-atacante defendeu a Seleção da Catalunha entre 1993 e 2002, marcando 5 gols.